# Fred Parke
Frederic Ira Parke (Salt Lake City, 13 maggio 1943) è un informatico, programmatore e docente statunitense.
Fu uno dei primi a condurre ricerche e fare esperimenti sulla modellazione 3D del volto umano.
Parke si laureò all'Università dello Utah con un BS in fisica nel 1965. Terminò poi gli studi presso lo University of Utah College of Engineering dove prese l'MS (1972) e il PhD (1974) in scienze informatiche.
Nel 1972, in seno ad un progetto parzialmente finanziato dal DARPA, Parke creò la prima animazione digitale di una faccia umana, quella di sua moglie. Questa animazione utilizzava una geometria wireframe sovrapposta a un'ombreggiatura che produceva rendering approssimativi di superfici curve. La tecnica era stata inventata dal collega allo Utah Henri Gouraud.